# نيد فور سبيد: موست ونتد (لعبة فيديو 2012)
نيد فور سبيد: موست ونتد (بالإنجليزية: Need for Speed: Most Wanted)‏ هي لعبة فيديو سباق السيارات والمطاردة من سلسلة نيد فور سبيد، وهي من تطوير كريتريون جيمز، ونشر إلكترونيك آرتس. هذه اللعبة هي جزء ثاني للعبة التي أصدرت في 2005، وصدرت اللعبة عالمياً في أواخر 2012 على مايكروسوفت ويندوز، و‌بلاي ستيشن 3، و‌بلاي ستيشن فيتا، و‌إكس بوكس 360، و‌أندرويد، و‌آي‌أو‌إس، وقد صدرت في 2013 على وي يو. وتعد هذه اللعبة الأولى في السلسلة التي تظهر باللغة العربية بجانب اللغات الأوروبية، والنسخة العربية مخصصة للشرق الأوسط فقط لنسخ البلاي ستيشن 3 والإكس بوكس 360 ///في هذا الجزء أنت في عالم مفتوح يجب عليك تجميع السيارات في كل انحاء المدينة وكل سيارة لديها سباق خاص وتعديلات خاصة ويجب عليك تجميع نقاط لتهزم كل سيارات موست ونتد وعندما تفوز عليه بالسباق يجب ان تطاردها وتهزمه لكي تاخذ سيارته مثل سيارة لامبورغيني أو بوغاتي فيرون النسخة الثانية و مرسيدس و سيارات كثيرة والشرطة دائما متيقظة وعليك الاحتراس منهم .

## وصلات خارجية
- نيد فور سبيد: موست ونتد على موقع Google Play (الإنجليزية)
- نيد فور سبيد: موست ونتد على موقع IMDb (الإنجليزية)
- الموقع الرسمي